# بيهانس
بِيهَانسِ (بالإِنجِلِيزِيّة: Bēhance) هِي صفحة على شبِكة الإنترنت تُقدِّم
العمل الإِبدَاعِيّ كمُلتقَى يجمع مُنتِجِيّ المُحتوى الفنِّيّ مِن مُصَوِّرِينَ، ومُصمِّمِينَ الرُّسُومات الرَّقمِيَّة (الجرافِيك) وفن التَيْبٌوغْرَافِية وفَنْ الخَط، ومُصَمِّمِي وَاجِهَات الوِيب والتطبيقات الرقمية، ومُصَمِّمِي وَاجِهَات المُستَخدم، والمُوضة، والإعلانات، والعلامات التِّجارِيَّة، وتَصَامِيم المُنْتَجَات، والتَّصامِيم الهَندسِيَّة، والعاب الفِيديُو، وغيرها مِن التَّصنِيفَات ذَات الصِّلَة، مع الجُمهُور والمُهتَمِّين على نطَاق عالَمِيّ.

## وصلات خارجية
- الموقع الرسمي